# Powiat Sabinov
Powiat Sabinov (słow. okres Sabinov) – słowacka jednostka podziału administracyjnego znajdująca się na obszarze historycznego regionu Szarysz w kraju preszowskim. Powiat Sabinov zamieszkiwany jest przez  58 073 obywateli (w roku 2011), zajmuje obszar 484 km². Średnia gęstość zaludnienia wynosi 120,11 osób na km². Miasta: Lipany i powiatowy Sabinov.